# Кулеска, Даниэла
Даниэла Кулеска (макед. Даниела Кулеска; род. 13 апреля 1981, Прилеп) — северомакедонская легкоатлетка, специалистка по бегу на средние дистанции. Выступала за сборную Республики Македонии по лёгкой атлетике в 1998—2004 годах, многократная победительница и призёрка первенств национального значения, действующая рекордсменка страны в нескольких дисциплинах от 1000 до 3000 метров, участница ряда крупных международных турниров, в том числе летних Олимпийских игр в Сиднее.

## Биография
Даниэла Кулеска родилась 13 апреля 1981 года в городе Прилеп, Югославия.
Впервые заявила о себе в лёгкой атлетике на международном уровне в сезоне 1998 года, когда вошла в состав македонской национальной сборной и выступила в беге на 1500 метров на юниорском мировом первенстве в Анси.
В июле 1999 года на соревнованиях в Скопье установила ныне действующий национальный рекорд Республики Македонии в беге на 1000 метров — 2:54,72.
Выполнив олимпийский квалификационный норматив, благополучно прошла отбор на летние Олимпийские игры 2000 года в Сиднее — на предварительном квалификационном этапе дистанции 1500 метров показала результат 4:33,50 и в следующую стадию соревнований не вышла.
После сиднейской Олимпиады Кулеска осталась в составе национальной легкоатлетической команды на ещё один олимпийский цикл и продолжила принимать участие в крупнейших международных турнирах. Так, в 2003 году она стартовала в дисциплинах 1500 и 5000 метров на молодёжном европейском первенстве в Быдгоще, бежала 1500 метров на чемпионате мира в Париже — была далека здесь от попадания в число призёров, остановившись на предварительных забегах. Также в этом сезоне обновила национальные рекорды Республики Македонии в беге на 1500 метров (4:24,90) и 3000 метров (9:49,83), которые до настоящего времени остаются непобитыми.
В июле 2004 года на соревнованиях в Софии Даниэла Кулеска установила ныне действующий национальный рекорд Республики Македонии в беге на 2000 метров — 6:06,8. Квалифицироваться на Олимпийские игры в Афинах не сумела и на этом завершила спортивную карьеру.